# لیگووو
لیگووو (به لاتین: Ligowo) یک روستا در لهستان است که در گمینا موخووو واقع شده‌است. لیگووو ۴۶۰ نفر جمعیت دارد و ۴۶ متر بالاتر از سطح دریا واقع شده‌است.